# 國民義勇隊

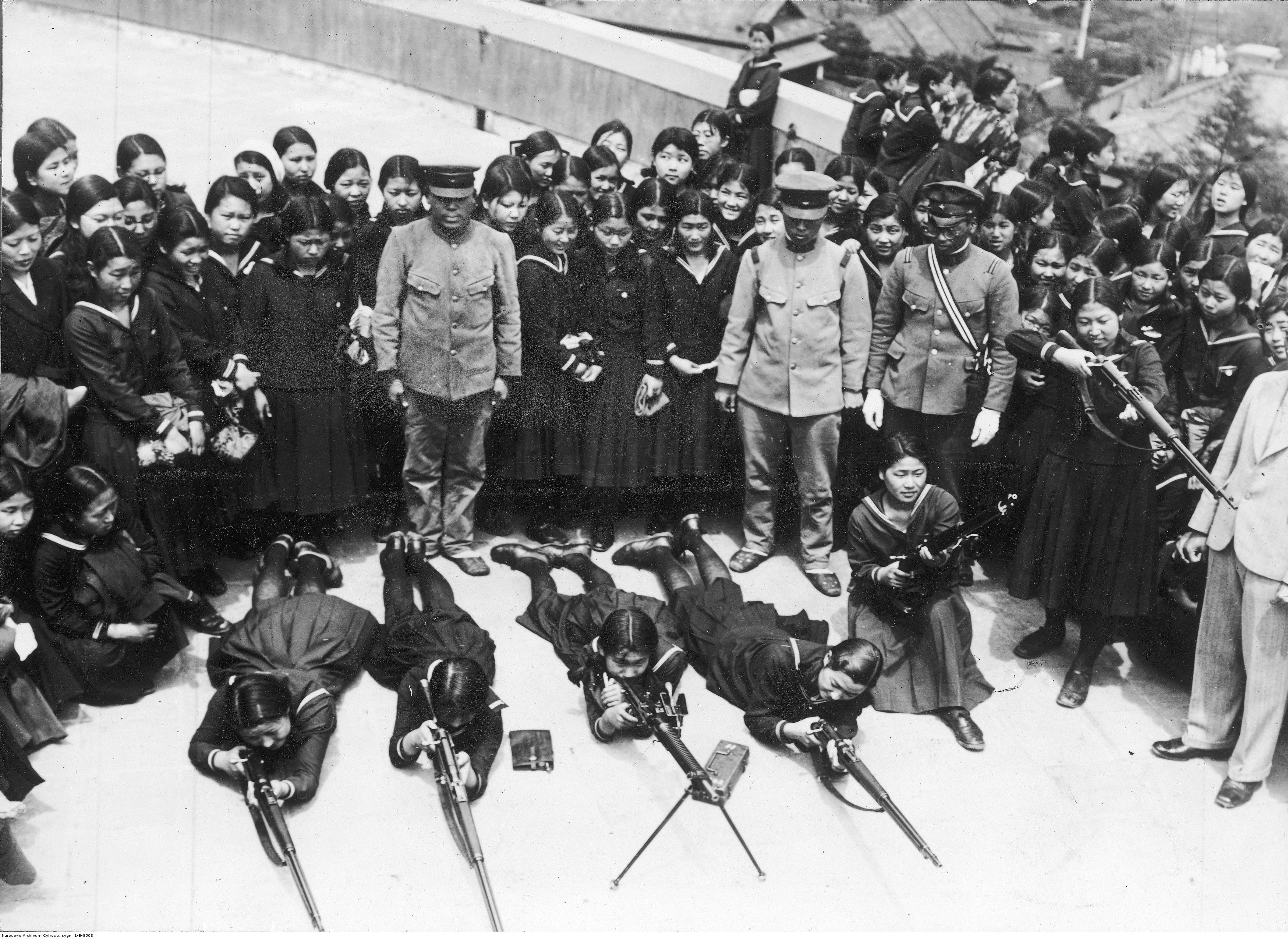
女學生接受射擊訓練，攝於1945年的日本

國民義勇隊是一支日本當局於1945年策劃的國防部隊。該部隊的成立，是爲了在日本本土築起抵擋盟軍可能發起的攻勢的最後一道防線。
國民義勇隊與納粹德國的人民冲锋隊相似。其總司令爲前日本首相小磯國昭。

## 历史
在國民義勇隊於1945年3月成立時，它只是一個負責救火、製造食品、組織疏散的組織。年齡在12到65歲的男性和年齡在12到45歲的女性都被劃入了該組織。到了1945年4月，該組織被重編成了民兵組織。同年6月，日本當局實行《義勇兵役法》，國民義勇隊的名稱被改爲「國民義勇戰鬥隊」（日语：国民義勇戦闘隊）。15歲到60歲的男子和17歲到40歲的未婚女子都要加入該組織，已退役的軍人和有武器使用經驗的人會被任命爲該組織的指揮者。日本當局原本估計2800萬人能夠加入國民義勇戰鬥隊，但戰爭結束時，只有約200萬人加入了該組織。
由於同年9月日本投降的緣故，除了在南樺太島與沖繩之外，國民義勇隊根本沒有進行過實戰。而日治朝鮮、關東州、滿洲國的類似組織則在八月風暴行動中參與了對抗蘇聯的作戰。
日本投降後，在美國佔領軍的命令下，國民義勇戰鬥隊宣告解散。

## 外部連結
- 国立国会図書館リサーチ・ナビ
  - 国民義勇隊組織ニ関スル件（页面存档备份，存于）（昭和20年3月23日）
  - 国民義勇隊ノ組織ニ関スル件（页面存档备份，存于）（昭和20年4月2日）
  - 国民義勇隊ノ組織ニ関スル件（页面存档备份，存于）（昭和20年4月13日）
  - 国民義勇隊協議会ニ関スル件（页面存档备份，存于）（昭和20年4月27日）
  - 国民義勇隊ノ組織運営指導ニ関スル件（页面存档备份，存于）（昭和20年4月27日）
  - 国民義勇隊ノ組織ニ伴ヒ大政翼賛会、翼賛壮年団及大政翼賛会ノ所属団体ノ措置ニ関スル件（页面存档备份，存于）（昭和20年5月8日）
  - 国民義勇隊ノ解散ニ関スル件（页面存档备份，存于）（昭和20年8月21日）